# Cantón de Saint-Symphorien-sur-Coise
El cantón de Saint-Symphorien-sur-Coise era una división administrativa francesa, que estaba situada en el departamento de Ródano y la región de Ródano-Alpes.

## Composición
El cantón estaba formado por diez comunas:
- Aveize
- Coise
- Duerne
- Grézieu-le-Marché
- La Chapelle-sur-Coise
- Larajasse
- Meys
- Pomeys
- Saint-Martin-en-Haut
- Saint-Symphorien-sur-Coise

## Supresión del cantón de Saint-Symphorien-sur-Coise
En aplicación del Decreto nº 2014-267 de 27 de febrero de 2014, el cantón de Saint-Symphorien-sur-Coise fue suprimido el 22 de marzo de 2015 y sus 10 comunas pasaron a formar parte del nuevo cantón de Vaugneray.